# Трикотаж

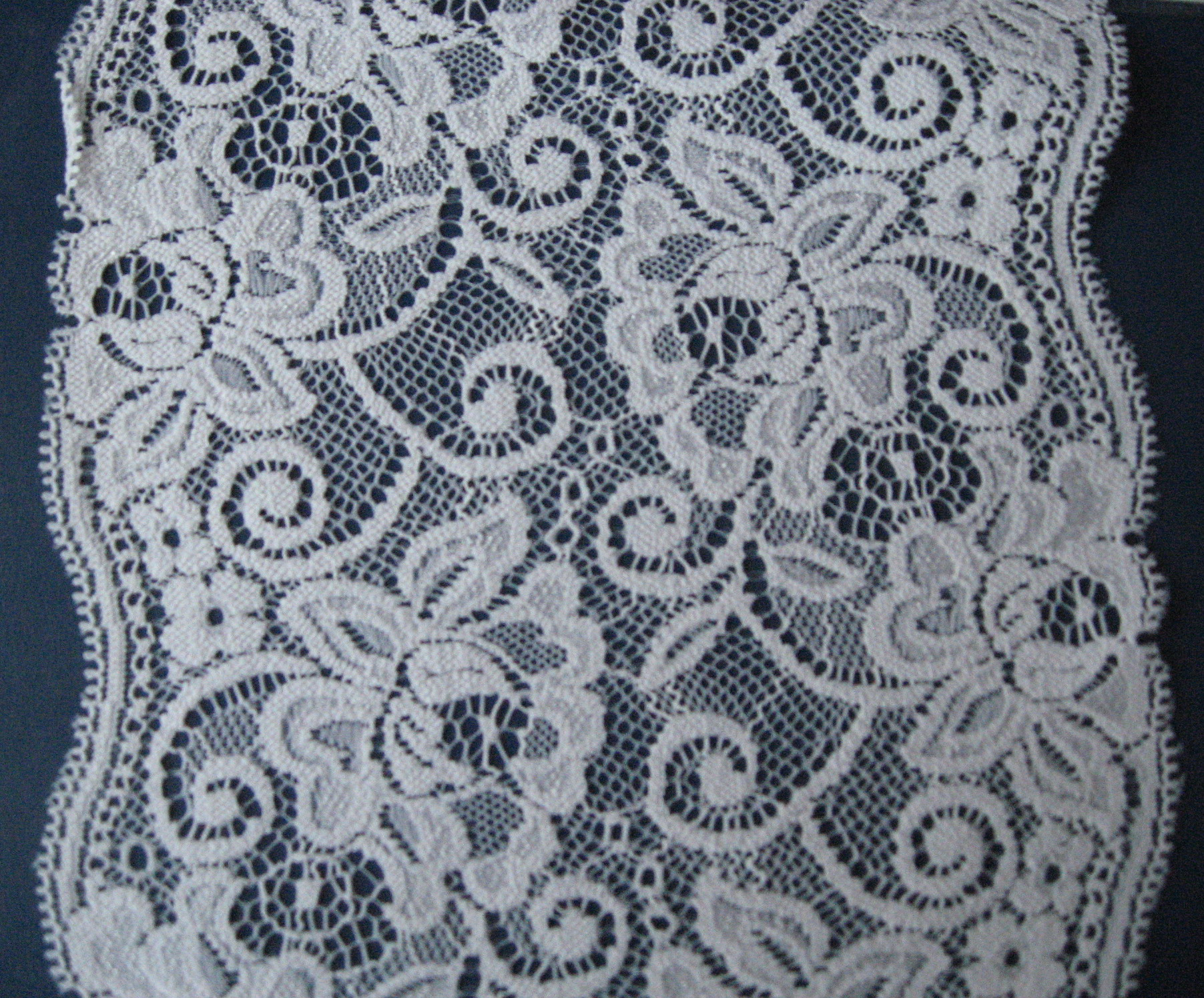
Трикотажное изделие

Трикота́ж (фр. tricotage) — вязаный текстильный материал или готовое изделие из трикотажного полотна, а также цельновязаное изделие, структура которого представляет соединённые между собой петли, в отличие от ткани: ткань образована взаимным переплетением двух систем нитей (основы и утка), расположенных по двум взаимно перпендикулярным направлениям, поэтому употребление словосочетания «трикотажная ткань» является неправильным. Для трикотажного полотна характерны растяжимость, эластичность и мягкость. При производстве трикотажных полотен используются синтетические, хлопчатобумажные, шерстяные и шёлковые волокна в чистом виде или в различных сочетаниях, в том числе с добавлением эластана. Первые трикотажные изделия, найденные при археологических раскопках, датируются VI веком до нашей эры.

## Трикотажное полотно
Трикотажное полотно — гибкий материал, в котором пряжа или нити, изогнутые в процессе вязания, имеют сложное пространственное расположение.
Основным элементарным звеном структуры трикотажного полотна является петля, состоящая из остова и соединительной протяжки. Петли, расположенные по горизонтали, образуют петельные ряды, а петли, расположенные по вертикали, — петельные столбики. Помимо петель, структура трикотажа может содержать элементарные звенья прямолинейной или изогнутой формы, которые служат для соединения других элементарных звеньев, образования начёса, снижения растяжимости полотна и т. п.

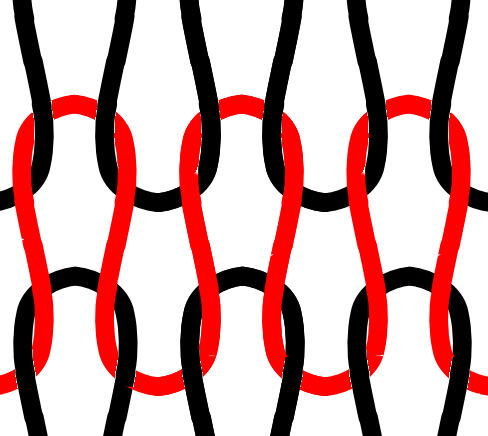
Структура простейшего трикотажа (кулирная гладь)
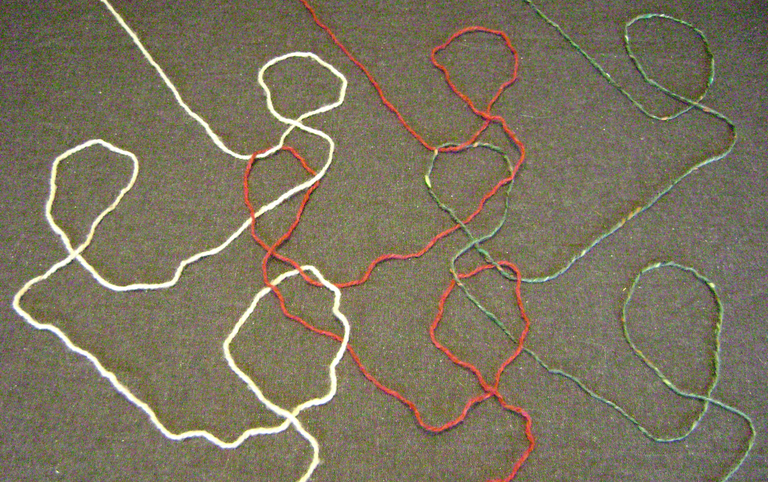
Переплетение нитей
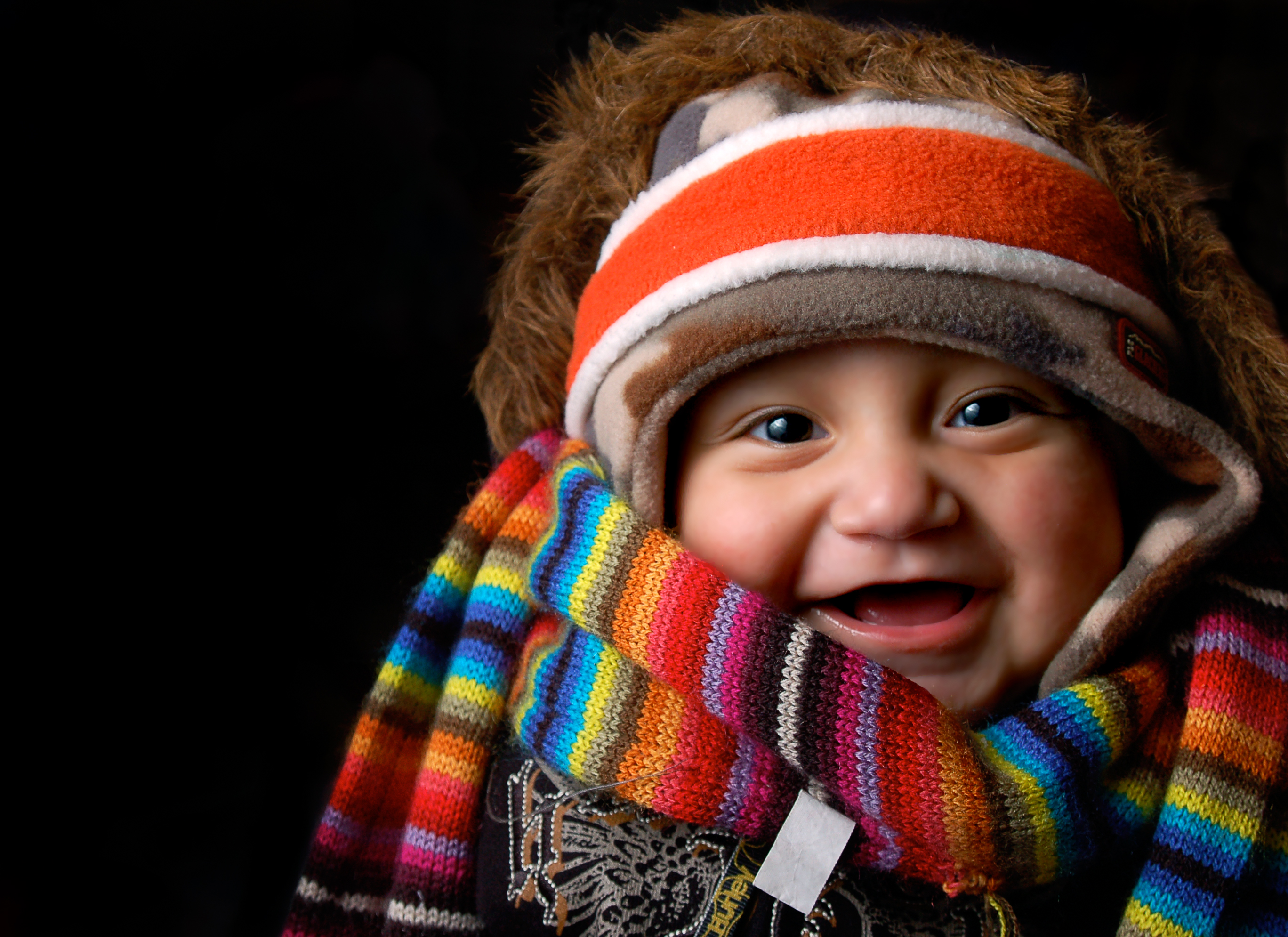
Ребёнок в трикотажном шарфе

## Классификация переплетений трикотажа
Переплетения трикотажа могут быть классифицированы по принятой в СССР системе и различают классы главных, производных, рисунчатых и комбинированных переплетений трикотажа. В зависимости от способа сочетания в трикотаже переплетений различных классов различают трикотаж простых, производно-комбинированных, рисунчатых и сложных комбинированных переплетений. Кроме класса переплетение может характеризоваться раппортом. Также трикотаж характеризуется растяжимостью, прочностью, распускаемостью (как по направлению вязания, так и против), закручиваемостью краёв, ориентацией петель в петельных столбиках и рядах, поверхностной плотностью.

### Классы переплетений

#### Главные переплетения
К классу главных относят переплетения, состоящие из одинаковых элементов структуры (петель).

#### Производные переплетения
К классу производных относят переплетения, состоящие из одинаковых главных переплетений, взаимно связанных так, что между петельными столбиками одного помещаются петельные столбики другого или нескольких таких же переплетений.

#### Рисунчатые переплетения
К классу рисунчатых относят переплетения, образованные на базе главных или производных путём введения в них дополнительных элементов (набросков, протяжек, дополнительных нитей) или путём изменения процессов вязания, позволяющих получать трикотаж с новыми свойствами.

#### Комбинированные переплетения
Трикотаж комбинированных переплетений сочетает признаки различных главных, производных или рисунчатых переплетений.

### Способ получения

#### Кулирный трикотаж
В кулирном (поперечновязаном) трикотаже все петли одного петельного ряда образованы из одной или нескольких нитей последовательно, петля за петлёй или при определённом чередовании одной или нескольких систем нитей в направлении петельного ряда.

#### Основовязаный трикотаж
В основовязаном трикотаже каждая петля петельного ряда образована из одной или нескольких отдельных нитей, образованная одной или несколькими системами нитей (основами), причем из нитей каждой основы образуется по одной или по две петли, поэтому для получения петельного ряда требуется столько нитей, сколько петель в ряду.

### По числу петельных слоёв

#### Однослойный трикотаж
Трикотаж однослойных переплетений (одинарный) получают на машинах с одной игольницей или одним игольным цилиндром.

#### Многослойный трикотаж
Многослойный трикотаж получают на машинах с двумя или более игольницами или двумя игольными цилиндрами.

## Основные виды трикотажного полотна
- Кулирная гладь (простонародное кулирка, в переводе с французского «кулирование»; изгиб, кулирная гладь).
- Рибана (ластик 1×1).
- Кашкорсе (ластик 2×2).
- Интерлок (двуластик).
- Футер (двухниточный, трёхниточный и петельчатый).
- Бифлекс (от англ. bi — два, flexible- гибкий, тянущийся) — трикотажное полотно, растягивающееся в двух направлениях — в длину, и в ширину.

## Машины для производства трикотажа
- Одноцилиндровые круглочулочные и круглоносочные автоматы
- Двухцилиндровые круглочулочные и круглоносочные автоматы
- Однофонтурные кругловязальные машины
- Двухфонтурные кругловязальные машины
- Круглотрикотажные машины
- Плоскофанговые машины
- Основовязальные машины